# Kenny Rathje
Kenny Rathje, født (24. august 1951) i Fjaltring, er en dansk kunstner, som er uddannet ved kunstakademiet i København, 1972 til 1976, under professorerne Arthur Köpke, Sven Dalsgaard, Freddie Lerche og Wilhelm Freddie samt uddannet som bibliotekar, 1976 til 1980.
Rathje beskæftiger sig hovedsagelig med konceptkunst og surrealisme, og har haft egen forlagsvirksomhed siden 1990.
Siden 2003 har han desuden været ejer af design- og kunstbutikkerne lastcenturydesign.com og josefalberstables.dk i samarbejde med sin kone, Bente.

## Ekstern henvisning
- Kenny Rathje, hjemmeside